# Bocquillonia arborea
Bocquillonia arborea är en törelväxtart som beskrevs av Airy Shaw. Bocquillonia arborea ingår i släktet Bocquillonia och familjen törelväxter. IUCN kategoriserar arten globalt som starkt hotad. Inga underarter finns listade i Catalogue of Life.